# Eldon Dyer
(Sherman) Eldon Dyer (* 1929 in Texas; † 26. Oktober 1993 in Katonah, New York) war ein US-amerikanischer Mathematiker, der sich mit Algebraischer Topologie befasste.
Dyer wurde 1952 an der University of Texas at Austin bei Robert Lee Moore promoviert (Certain conditions under which the sum of the elements of a continuous collection of continua is an arc). 1960 wurde er Sloan Research Fellow. Er lehrte an der University of Georgia, der Johns Hopkins University, der University of Chicago und der Rice University, bevor er 1966 Professor an der City University of New York wurde. 1971 wurde er dort Distinguished Professor.
1956/57 und 1973/74 war er am Institute for Advanced Study.
Er war langjähriger Mitarbeiter für Mathematik bei der Encyclopædia Britannica.
Zu seinen Doktoranden gehörten Jack Morava und Robion Kirby.

## Schriften (Auswahl)
- Eldon Dyer, R. K. Lashof: Homology of Iterated Loop Spaces. In: American Journal of Mathematics. Band 84, Nr. 1, 1962, S. 35–88, doi:10.2307/2372804.
- Eldon Dyer: Cohomology theories (= Mathematics Lecture Notes Series). W. A. Benjamin, New York, Amsterdam 1969, S. xiii, 183.
- G. Baumslag, E. Dyer, A. Heller: The topology of discrete groups. In: Journal of Pure and Applied Algebra. Band 16, 1980, S. 1–47.